# Eugen Weschke (Kriminologe)

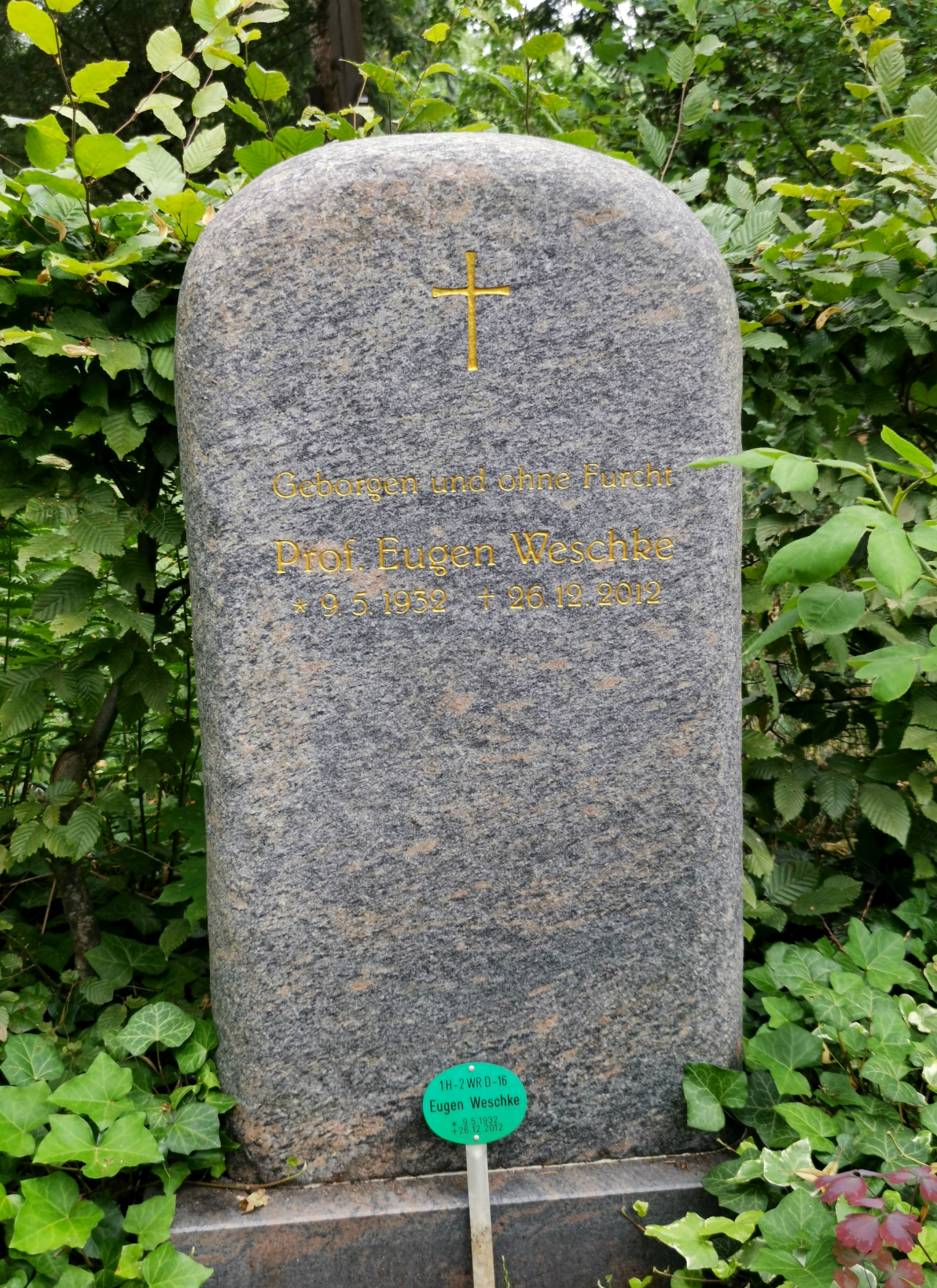
Grab auf dem Friedhof Steglitz

Eugen Weschke (* 9. Mai 1932; † 26. Dezember 2012 in Berlin) war ein deutscher Kriminologe und Hochschullehrer. Von 1986 bis 1991 war er Rektor der Fachhochschule für Verwaltung und Rechtspflege Berlin.

## Leben
Eugen Weschke studierte Rechtswissenschaft und war anschließend in der Berliner Senatsverwaltung für Inneres und bei der Kriminalpolizei tätig. Anschließend war er 23 Jahre lang Professor für Kriminologie an der Fachhochschule für Verwaltung und Rechtspflege Berlin. 1986 wurde er Rektor der Hochschule, die unter seiner Leitung von einer internen Verwaltungs- zu einer frei zugänglichen Bildungseinrichtung transformiert wurde. Weschke schuf damit wesentliche Voraussetzungen für die spätere Fusion mit der Fachhochschule für Wirtschaft zur Hochschule für Wirtschaft und Recht Berlin.
Seine letzte Ruhestätte fand Weschke auf dem Friedhof Steglitz.

## Veröffentlichungen (Auswahl)
- Die Tote vom Hochmoor (Krimi), Frankfurt am Main 2012, ISBN 978-3-943160-04-8
- Organisierte Kriminalität als Netzstrukturkriminalität, Teil 1. Befragung von Kriminalbeamten in Berlin (West) zu Straftätergruppierungen (Hrsg.), Berlin 1990, ISBN 3-926478-39-X
- Jugenddelinquenz : empirische Untersuchungen in Berlin (West) (Hrsg.), Berlin 1989, ISBN 3-926478-30-6
- Straftaten Jugendlicher : Verfahren und Rechtsfolgen (Hrsg.), Berlin 1986
- Straftaten von Ausländern in Berlin  (mit Olaf Donner und Claudius Ohder), Berlin 1980